# Trattato di Saint-Clair-sur-Epte
Il trattato di Saint-Clair-sur-Epte venne firmato nell'autunno del 911 fra Carlo il Semplice e Rollone, a capo dei Vichinghi, col proposito di insediare i Normanni in Neustria, ad eccezione delle diocesi di Coutances e Avranches, a condizione che proteggessero il regno di Carlo III da ogni nuova invasione degli "uomini del Nord".
Non ci è pervenuto alcun documento che riguardi la creazione del ducato di Normandia, ma si sa che Rollone venne battezzato e che sposò Gisella, figlia illegittima di Carlo, divenendo un vassallo del re. Quest'ultimo punto si complicò quando Rollone si rifiutò di inginocchiarsi di fronte al re e di baciargli il piede, venne, allora, raggiunto un compromesso secondo il quale il vichingo avrebbe dovuto prendere in mano il piede del re senza doversi inginocchiare. Egli, però, lo sollevò talmente in alto che il re perse l'equilibrio e cadde rovinosamente a terra.

## Contesto
Fin dal regno di Carlo Magno, le abbazie della cristianità sono state oggetto di incursioni vichinghe. L'istituzione di comandi militari (in particolare la Marca di Neustria) e la creazione di ponti fortificati (come a Pont-de-l'Arche sulla Senna) da parte dei re carolingi non fermarono queste spedizioni.
Intorno al 910-911, uno jarl scandinavo di nome Rollone intraprese una spedizione attraverso la marca di Neustria ma fu sconfitto sotto le mura di Chartres da una coalizione di aristocratici franchi. Fu questo il momento che Carlo il Semplice scelse di negoziare tramite l'arcivescovo di Rouen, che sarebbe diventato lui stesso e i suoi successori dopo la firma del trattato di Saint-Clair-sur-Epte, primate di Normandia. Una trattativa tanto più urgente in quanto il re vorrebbe mettere le mani sul regno di Lotaringia senza essere minacciato dai Vichinghi.

## Clausole del trattato

Il Ducato di Normandia tra il 911 e il 1050.

Non disponiamo del testo del trattato ma uno storiografo dell'inizio dell'XI secolo, Dudon de Saint-Quentin, ne spiega il contenuto. Restano però alcuni dubbi sulla totale veridicità del suo racconto.
Le clausole furono le seguenti:
- Carlo III concesse a Rollo, alla presenza dell'arcivescovo di Rouen, la regione tra “Epte e il mare”. Gli storici non sono d'accordo sull'esatta portata della concessione. La maggioranza ritiene che la donazione abbia riguardato la diocesi metropolitana di Rouen, corrispondente ai limiti dell'antica Alta Normandia, ampliata dal Pays d'Auge. Pierre Bauduin ipotizza una concessione ancora minore. Non fu la prima volta che un re cedette parte del suo territorio ai Vichinghi per ottenere la pace: alla fine del IX secolo, infatti, l'Inghilterra del re anglosassone Alfredo il Grande aveva accolto diversi stati scandinavi costituendo il Danelaw.
- Rollone accettò di ricevere il battesimo nella cattedrale di Rouen.
- Rollone dovette garantire la protezione del regno, fungendo in particolare da mediatore tra i Franchi e gli eserciti vichinghi che fossero stati tentati di risalire la Senna. Il capo normanno dovette omaggio al re. Su quest'ultimo punto, Dudone di San Quintino, pronto ad adulare i Normanni, racconta il seguente aneddoto: Rollone si rifiutò di inginocchiarsi davanti al re in segno di omaggio, per baciargli il piede e si trovò allora un compromesso: un parente di Rollone avrebbe dovuto compiere il gesto al suo posto. Ma il normanno, senza inginocchiarsi, alzò il piede del re così in alto che questi perse l'equilibrio e cade all'indietro.
- Approfittando della richiesta di Rollone di più terre di quelle concesse dal trattato iniziale, il re dei Franchi colse l'occasione per trasmettere al Normanno la sua presunta sovranità sul regno di Bretagna.

La realtà del trattato è corroborata da un diploma di Carlo III il Semplice datato 14 marzo 918 in cui il re esclude dalla donazione i beni che sono «nella parte che abbiamo concesso ai Normanni della Senna, cioè a Rollone e ai suoi compagni, per la protezione del regno» (« praeter partem  ipsius abbatiȩ quam annuimus Normannis Sequanensibus, videlicet Rolloni suisque comitibus, pro tutela regni.  ”).

## Conseguenze
L'atto è essenziale poiché dà vita al futuro Ducato di Normandia. Rollone, e poi suo figlio Guglielmo Lungaspada, si sforzeranno di estendere la concessione originaria, in particolare verso ovest (la futura Bassa Normandia) a spese del re dei Franchi e dei re e poi duchi di Bretagna, con l'obiettivo di far corrispondere i confini tradizionali dell'arcidiocesi di Rouen con quelli del futuro ducato, nonché di integrare gli stabilimenti vichinghi del Cotentin.
Rollone rispettò le clausole del trattato astenendosi dall'invadere le terre del regno. Dopo l'imprigionamento di Carlo il Semplice, tuttavia, lanciò varie incursioni in Piccardia.